# Директни депозит
Директни депозит је систем директног преноса средстава на нечији банковни рачун пре него слањем чекова поштом или подизањем готовине на шалтеру. У развијеним земљама се користи за остваривање бенефита система социјалне сигурности и социјалне заштите као и различитих облика наплате осигурања.